# Erva daninha

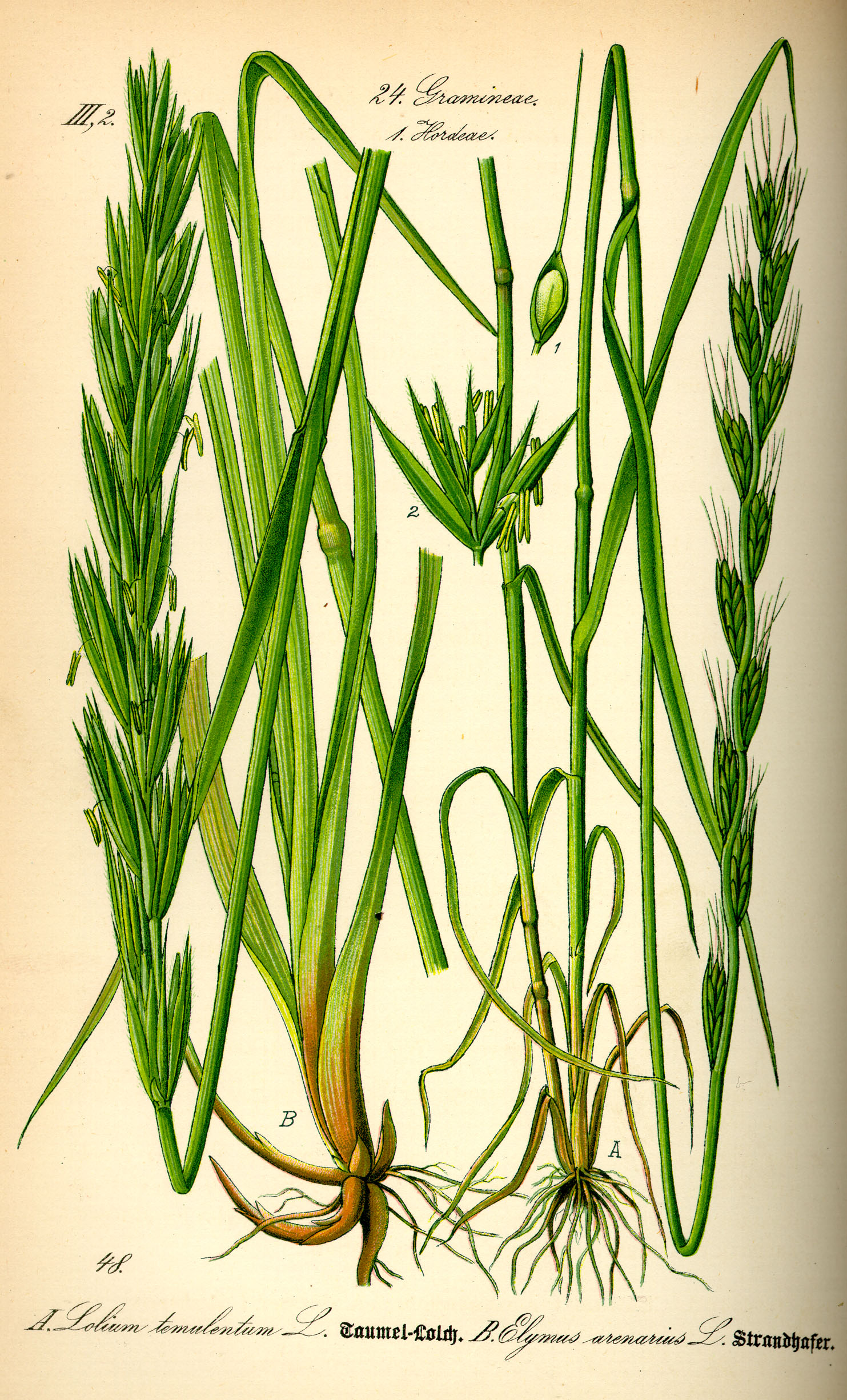
Joio, um exemplo de erva daninha ao trigo.

Erva daninha é o termo utilizado para descrever uma planta, muitas vezes, mas não sempre, exótica, que nasce espontaneamente em local e momento indesejados, podendo interferir negativamente na agricultura.
O conceito é considerado por biólogos como antropocêntrico, por considerar a utilidade das plantas para o uso humano apenas. Por sua vez, é considerado correto para que não seja confundido com o conceito de espécie invasora, já que muitas plantas daninhas à agricultura muitas vezes são originárias do lugar enquanto a atividade humana, esta sim é a invasora.
Em geral, é conhecida com diferentes sinônimos, que podem ter significado negativo: planta daninha, peste, inço, mato. Podem também aparecer com significações positivas: planta espontânea, planta indicadora, que sugerem uma certa possibilidade de convivência com as culturas comerciais. Entretanto, essa conceituação pode diferir conforme a ideologia (agricultura convencional e agricultura agroecológica) dos profissionais em ciências agrárias.

## Características comuns
- Crescem rápido: usam uma alta eficiência de água;
- Excelente adaptação climática;
- Apresentam um curto intervalo entre floração e germinação;
- Perenes, geneticamente poliploides e facultativamente auto compatíveis;
- Apresentam estruturas para dispersão, e germinam em quase todos os substratos úmidos sem uma fertilização específica;
- Alta dormência;
- Alta longevidade;
- Alta produção, produção contínua;
- Considerada como praga

## Tipos de ervas daninhas
As ervas daninhas são classificadas com base no formato das folhas, em seu ciclo de vida e em sua preferência por um clima ou estação.
- De folhas largas ou gramíneas. As folhas das ervas daninhas têm uma infinidade de formatos, mas as gramíneas, de folhas estreitas e longas, se distinguem claramente, sendo que todas as demais pertencem ao grupo de folhas largas, As ervas daninhas de folhas largas têm sementes com um par de órgãos de armazenamento os quais, após a germinação, se transformam nas primeiras ‘folhas’, na verdade, os cotilédones – daí o outro nome usado com frequência: dicotiledôneas.
- As gramíneas são monocotiledôneas.  Há algumas exceções nas quais uma monocotiledônea incomum pode ter folhas largas, como as ervas daninhas do gênero Commelina, importantes região tropical. Outra classe semelhante às gramíneas com relativamente poucos membros são os caniços. Elas são importantes porque são difíceis de controlar. Na verdade, a tiririca, junça ou "barba de bode" (Cyperus rotundus) já foi chamada de "pior erva daninha do mundo".
- Tiririca, junça ou "barba de bode": um caniço perene (Cyperus rotundus). Anuais ou perenes. As anuais germinam, florescem e produzem sementes em uma só estação. As perenes têm órgãos de armazenamento subterrâneos, geralmente rizomas, que possibilitam seu crescimento por muitos anos. Elas podem se reproduzir tanto através de sementes quanto pela extensão do rizoma, do qual crescem plantas filhas. Um terceiro tipo germina em uma estação e floresce na outra. São as chamadas bianuais. O inverno as faz ‘soltar’ um ramo alto florescente.
- Estação fria ou estação quente, etc. As ervas daninhas evoluíram para crescer melhor em temperaturas e duração do dia específicas. Isso tende a definir o tipo de lavoura onde são encontradas e também em que época germinam, por exemplo, anuais de inverno ou anuais de verão. Além disso, em climas tropicais com estações secas e chuvosas, algumas espécies tendem a predominar mais em uma estação do que na outra. A sua doação de pólen é carregada pelo vento, animais e insetos.

Planta daninha pode ser definida como toda planta cujas vantagens não têm sido ainda descobertas ou como a planta que interfere com os objetivos do homem (Fisher, 1973). Ashton & Mônaco (1991) definem planta daninha como sendo a planta que cresce onde não é desejada. Assim, uma planta de algodão, por exemplo, é considerada planta daninha num plantio de mamona.